# Нассау (Рейнланд-Пфальц)
Нассау (нім. Nassau) — місто в Німеччині, розташоване в землі Рейнланд-Пфальц. Входить до складу району Рейн-Лан. Центр об'єднання громад Нассау.
Площа — 17,51 км2. Населення становить 4559 ос. (станом на 31 грудня 2020).